# Neuthal

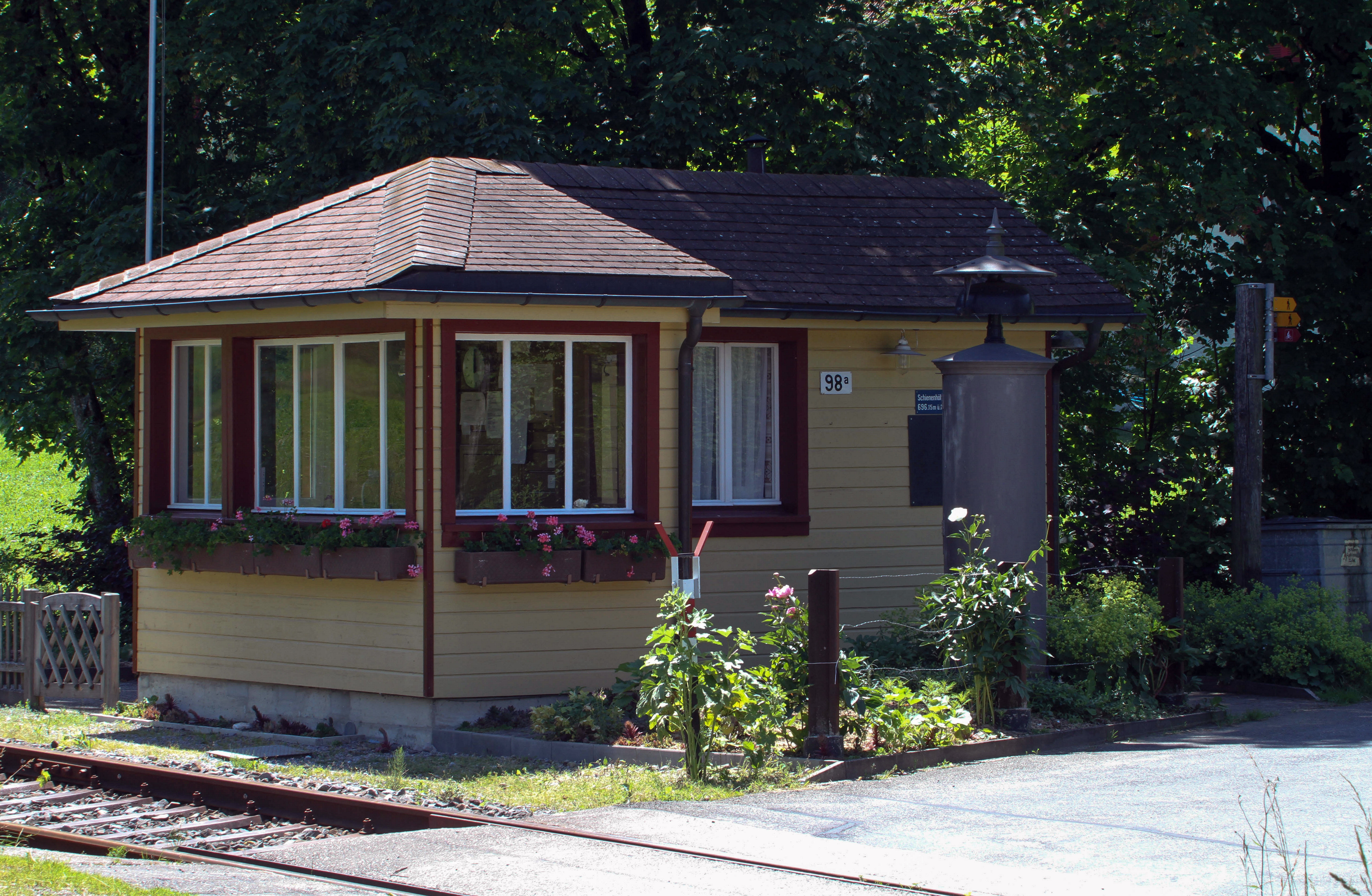
Altes Stellwerk Neuthal

Neuthal ist ein Weiler der politischen Gemeinde Bäretswil im Bezirk Hinwil des Kantons Zürich in der Schweiz.
Der Weiler besitzt einen eigenen Bahnhof an der ehemaligen Linie der Uerikon-Bauma-Bahn, der heute während der Sommermonate durch den Dampfbahnverein Zürcher Oberland bedient wird.
Bekannt ist der Weiler auch wegen der Industrieanlage des Baumwollindustriellen und Eisenbahnpioniers (Jungfraubahn), Adolf Guyer-Zeller (1839–1899). 1965 wurde der Betrieb eingestellt. Das Ensemble beherbergt heute eine Suchttherapie-Stiftung und das Museum Industriekultur-Neuthal.

## Museum Neuthal Textil- und Industriekultur
Das Museum umfasst die Abteilungen Wasserkraft & Arbeit, Baumwollspinnerei, Webmaschinen und Handstickmaschinen und zeigt regelmässig wechselnde Sonderausstellungen.
2017 wird die Dampfbahn-Strecke Bauma-Bäretswil und das Industrieensemble Neuthal zum Zentrum einer szenografischen Reise: "Spinnen im Neuthal".